# Харківська лінгвістична школа
Харківська лінгвістична школа - психологічний напрям у мовознавстві, заснований О.Потебнею під вливом ідей Вільгельма фон Гумбольдта. Ідеї школи закладені в працях та лекціях О.Потебні та інших вчених, прочитаних у Харківському університеті.
Харківська школа неабияк вплинула на подальший розвиток лінгвістики, приділяла чималої уваги фонетиці, семантиці, діалектології слов'янських мов, заклала основи вітчизняної україністики.

## Представники школи

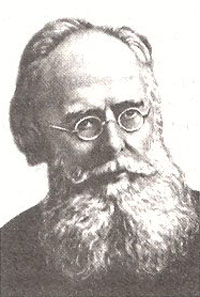
Олександр Потебня

### Олександр Потебня
Від 1861 року - ад'юнкт Харківського університету з правом викладання історії російської мови.
1861 року захистив магістерську роботу («О некоторых символах в славянкой народной поэзии»).
З 1863 доцент кафедри слов'янського мовознавства і секретар історико-філологічного факультету, згодом - професор кафедри російської мови і словесності.
у 1877-1890 рр. був головою Харківського історико-філологічного товариства.

### Олександр Попов
Олександр Васильович Попов - один з учнів Потебні. Закінчив історико-філологічний факультет, де слухав та зацікавився лекціями Олександра Опанасовича. Досліджував синтаксис індоєвропейських мов, намагався на основі порівняльно-історичного аналізу довести, що в глибокій древності були не двочленні, а одночленні дієслівні та іменні речення, з яких постали різні синтаксичні структури.

### Овсянико-Куликовський Дмитро Миколайович

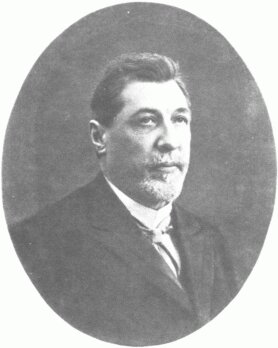
Дмитро Овсянико-Куликовський

Дмитро Миколайович - літературознавець та мовознавець, котрий стояв на психологічній точці зору. У своїх філософських працях описував свої спостереження над взаємозв'язками між логічними, психологічними та мовними категоріями. Викладав свої думки про суть мовних законів, художню функцію мовлення. В Харківському університеті викладав порівняльну граматику індоєвропейських мов та санскрит. Зацікавився ідеями Олександра Потебні, у якого перейняв низку підходів для своєї подальшої наукової роботи.

### Колосов Митрофан Олексійович
Колосов М.О. — учень Потебні, досліджував історію мови та діалектологію.

### Аркадій Геогрійович Горнфельд
Аркадій Геогрійович Горнфельд - учень Олександра Потебні, під керівництвом якого вивчав теорію словесності та поетику.

## Принципи школи
Представники Харківської лінгвістичної школи досліджували мову в широкому культурному та історичному аспекті, зокрема походження та розвиток мов, акцентуючи увагу на фонетичних та граматичних особливостях східнослов'янських мов у процесі їх еволюції. Першими працями напряму вважаються «Думки про історію російської мови» (1850) І. І. Срезневського та «Про мову північних російських літописів» (1852) П. Лавровського. Продовжив дослідження О. Потебня, який у праці «Думка та мова» (1862) висвітлив взаємозв'язки мови й мислення, а також розвинув ідею про мову як породження й вияв «народного духу».

### Естетика слова
Прихильники течії вважали, що в основі розвитку мови закладена зміна поетичного мислення, котре відбилось у формах слов та висловлювань. Розуміння Потебні про внутрішню форму слова повертається до ідей В. фон Гумбольдта. Вчений підкреслював другорядність прози по відношенню до поезії. О.О. Потебня виділяє три елементи в поетичному слові: зовнішню форму (звучання), значення (семантика) і внутрішню форму (образ).

### Фонетика
Створена розгорнута система розвитку східнослов'янської фонетичної системи, сформульовані принципи етимологічних досліджень у зв'язку з вивченням фонетичних законів розвитку мови, відкриття другого повноголосся (врата - ворота, злато - золото, перст - перстень, блото - болото).

### Діалектологія
Прихильниками школи були охарактеризовані кордони розповсюдження найважливіших діалектних звуків, були означені відносини південно-великоруських субдіалектів до північно-великоруських, зазначені ознаки, за якими відрізняється українська мова. О. Потебня намагався створити норми української літературної мови, для чого спробував перекласти українською "Одіссею" Гомера.

### Мова та мислення
- У мові відображається ставлення людини до оточуючого світу.
- Мова є засобом створення думки, а не лише засобом її передачі.
- Усі бажання людини об'єктивуються у слові.
- Пізнання світу відбувається завдяки порівнянню з уже відомим.
- Внутрішня форма слова має властивість забуватись.

### Рекомендована література
- Danylenko, Andrii. Oleksandr Popov (1855–80) and the reconstruction of Indo-European noun Inflection”, Language and History 59 (2) (2016), 112–130